# Leopardus colocolo
Leopardus colocolo, tidligere kaldet pampaskat, er et lille kattedyr, som lever i Sydamerika. Taksonomien er ikke fuldstændigt klarlagt. Tidligere blev denne art sammen med L. pajeros og L. braccatus anset som tilhørende samme art, mens de nu deles i tre arter. Andre mener dog stadig, at de alle er underarter af samme art.

## Systematik
Ifølge García-Perea (1994) og Wilson & Reeder (2005) er den tidligere art, Leopardus colocolo, nu opdelt i tre arter:
- Leopardus colocolo er stor og lever i Chile på vestsiden af Andes.
- Leopardus pajeros er middelstor og har den største udbredelse, fra Ecuador gennem hele Argentina til Patagonien.
- Leopardus braccatus er den mindste og lever i fugtige og varme græsområder i Brasilien, Paraguay og Uruguay.